# 不寿
不寿（ふじゅ）は、丌北古ともいい、春秋戦国時代の越の君主。

## 略歴
越王鹿郢の子として生まれた。鹿郢6年（紀元前458年）、鹿郢が死去すると、不寿は後を嗣いで越王として即位した。不寿10年（紀元前448年）、在位10年で殺害された。